# スリードレヒト
スリードレヒト（オランダ語: Sliedrecht [ˈsliːdrɛxt] ( 音声ファイル)）は、オランダの南ホラント州にある基礎自治体（ヘメーンテ）。面積は14.01 km2で、そのうち1.18 km2は水域である。

## 概要
オランダ初のイケアの店舗は1978年にスリードレヒトに開店したが、2006年に閉店した。スリードレヒトには Nationaal Baggermuseum (国立浚渫博物館) があり、浚渫と海洋サルベージについて展示を行っている。
2015年6月の地形図

## 歴史
1940年5月10日未明、ナチス・ドイツはオランダに侵入を開始。スリードレヒトには侵攻初日から多数の空挺兵が降下して交戦状態となった。

## 公共交通機関
エルスト・ドルドレヒト鉄道のスリードレヒト駅とスリードレヒト・Baanhoek駅がある。